# Krems an der Donau (stacja kolejowa)
Krems an der Donau (niem.: Bahnhof Krems an der Donau) – stacja kolejowa w Krems an der Donau, w kraju związkowym Dolna Austria, w Austrii. Jest stacją końcową dla zelektryfikowanej linii Franz-Josefs-Bahn (otwarta w 1872, zelektryfikowana w 1982) i punktem wyjścia dla zelektryfikowanych tras do St. Pölten Hauptbahnhof (otwarta w 1879) i Wachau (Donauuferbahn, otwarta w 1909). Jest jednym z zachodnich krańców związku transportowego VOR (Verkehrsverbund Ost-Region).
Stacja posiada bezpłatny parking dla samochodów (Parkuj i Jedź) oraz zadaszony parking rowerowy.